# More Than You Know (Axwell-Λ-Ingrosso-Lied)

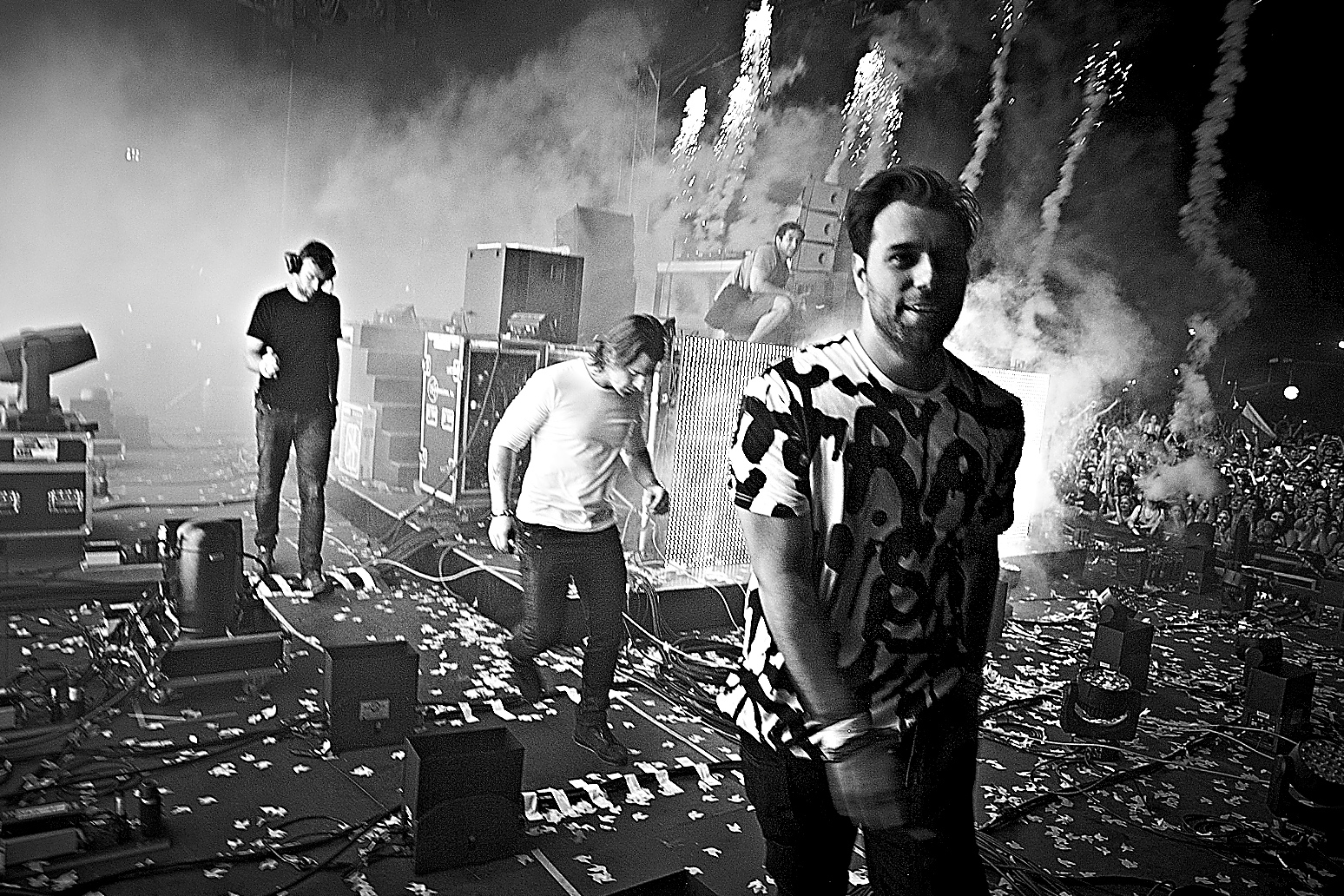
Axwell und Sebastian Ingrosso

More Than You Know (englisch etwa „Mehr als du weißt“) ist ein Lied des schwedischen DJ- und Produzenten-Duos Axwell Λ Ingrosso. Gesungen wurde das Lied vom schwedischen Musiker Kristoffer Fogelmark. Die Veröffentlichung erfolgte am 27. Mai 2017 über die Plattenlabel „Refune Music“ und „Virgin-EMI-Records“ sowie das Major-Label „Universal Music“. Der Track stellt die zweite Single-Auskopplung ihrer gleichnamigen EP, die am 24. Mai 2017 veröffentlicht wurde sowie die zehnte Auskopplung aus ihrem im Dezember 2017 erschienenen Studioalbum More Than You Know dar. In Zusammenarbeit mit den kolumbianischen Musikern Sebastián Yatra und Cali & El Dandee produzierten Axwell und Ingrosso eine spanische Version des Liedes, die Einflüsse des Latin-Pops aufweist.

## Hintergrund
Die Demo des Liedes entstand im Jahr 2013, ursprünglich als Song des schwedischem Songwriter- und Musiker-Duo Vargas & Lagola, bestehend aus Salem Al Fakir und Vincent Pontare, welche das Lied später an Axwell und Sebastian Ingrosso weiterreichten. Als weiterer Songwriter war Richard Zastenker aktiv. Axwell und Ingrosso spielten die zu hörenden Instrumente selber ein und produzierten das Ergebnis gemeinsam mit Zastenker und Emir Kobilic. Die Arrangements, Mixings und Mastering übernahm das Duo zusammen mit Alex Gordon. Die gesamte Entstehung erfolgte in den Abbey Road Studios in London und Good Father Studios in Stockholm. Den Gesang übernahm Kristoffer Fogelmark, die Background Vocals Vincent Pontare und Salem Al Fakir. Die Hauptveröffentlichung übernahmen Sebastian Ingrossos eigenes Plattenlabel „Refune Music“ sowie die „Universal-Music“-zugehörigen Plattenlabel „Virgin-EMI-Records“. Die Single wurde von Sony DADC gepresst. Die Rechte an dem Lied liegen bei „Axwell Music AB“ und „Refune Music Ltd.“
Premiere feierte das Lied am 12. April 2015 beim Coachella Valley Music and Arts Festival in den USA. Dabei holten Axwell Λ Ingrosso Vargas & Lagola (Salem Al Fakir und Vincent Pontare), das Songwriter-Duo und Musiker-Duo hinter dem Track auf die Bühne. In der von Shazam im Juni 2015 produzierten Dokumentation Why we quit Swedish House Mafia gaben sie einen Einblick in das Projekt. Zu jenem Zeitpunkt bestand das Lied jedoch lediglich aus der Break. Der Drop wurde in Form eines Mash-Ups von Tiësto und DallasKs Show Me herangezogen. Bis zum Jahr 2017 fand das Lied jedoch keine Verwendung mehr in ihren Sets. Erst beim Ultra Music Festival in Miami wurde der Track wieder gespielt. Dort auch in Vollversion.

### Latin-Version
Am 4. Oktober 2017 erschienen im Internet erste Previews einer spanischen Version von More Than You Know. Diese entstand in Kollaboration mit dem kolumbianischen Sänger Sebastián Yatra und dem ebenfalls kolumbianischen Reggaeton-Duo Cali & El Dandee. Am 6. Oktober 2017 wurde der Track in Vollversion auf ihrem offiziellen Facebook-Account hochgeladen. In diesem Zuge auch ein separates Musikvideo. Am selben Tag erschien die Neuversion unter dem Titel Más De Lo Que Sabes (More Than You Know) als Single. Dabei wurden die Vocal-Musiker nicht als Feature, sondern als vollwertiger Interpret angegeben. Der Refrain wurde dabei auf Englisch von Yatra neu eingesungen, während die Strophen ins Spanische übersetzt und von Cali & El Dandee, teils gemeinsam mit Yatra verstimmt wurden.

### Artwork
Das Artwork der Single basiert auf dem der EP. Auf beiden ist eine Badewanne zu sehen. Über dieser ist das Lambda (Λ) angebracht, welches im weitesten Sinne als Logo des Duos agiert. Dieses sorgt für das lila-rot-gelb-gefärbte Licht, das den Raum dürftig beleuchtet. Das Licht des Single-Cover der Latin-Version wurde mit einem Lilastich versehen. Auf dem Boden sind mehrere Gegenstände zu erkennen, die auf eine vergangene Partynacht hindeuten. Dies wird beim EP-Cover durch eine Gummipuppe, beim Single-Cover von den beiden Interpreten selber verstärkt. Diese liegen offensichtlich verkatert in der Wanne. Der Titel der EP beziehungsweise der Single ist unter dem Lambda-Logo an die Wand geschrieben zu sehen. Des Weiteren sind Titel und Interpreten bei der CD-Single in die Hülle gestanzt.

## Text und Musik
Das Lied basiert auf einem 4/4-Takt und das Tempo liegt bei 123 bpm. Geschrieben wurde das Ganze in der Tonart G♯-Dur. Eingeleitet wird der Track durch eine, von einer Gitarre gespielten Melodie. Fogelmark singt daraufhin den Refrain, woraufhin direkt die erste Strophe beginnt. Hier ertönt erstmals ein Kick, der den Takt angibt. Der Refrain folgt ohne einen Pre-Refrain. Die Bridge zum Drop agiert vergleichsweise kürzer, als in anderen Produktionen des Duos. Der Drop erklingt poppig, mit einer Reihe Future-House-Elementen. Die zweite Strophe enthält ein ähnliches Muster, wie die erste. Hierauf folgt jedoch ein Pre-Refrain, der sich atmosphärisch abhebt. Die Bridge zwischen identischer Strophe und Chorus des ersten Teils ist länger. Das Outro gleicht dem Intro.
In dem Lied versucht das lyrische Ich einer anderen Person klarzumachen, dass sie etwas Besonderes sei. Es erzählt, wie es ihm erstmals aufgefallen wäre und zählt in der zweiten Strophe die ausschlaggebenden Argumente auf. Im Pre-Refrain folgt eine Situation, die auf ein romantisches Verhältnis der Protagonisten schließen lässt. Im gesamten Lied werden mehrere Bitten des lyrischen Ichs an die besungene Person geäußert.
| „I just need to get it off my chest Yeah, more than you know You should know that, baby, you're the best Yeah, more than you know Yeah, more than you know“ – Refrain, Originalauszug | „Ich muss es nur mal loswerden Yeah, mehr als du weißt Du solltest wissen, Baby, dass du die Beste bist Yeah, mehr als du weißt Yeah, mehr als du weißt“ – Refrain, Übersetzung |

## Musikvideo

### Hintergrund und Trivia

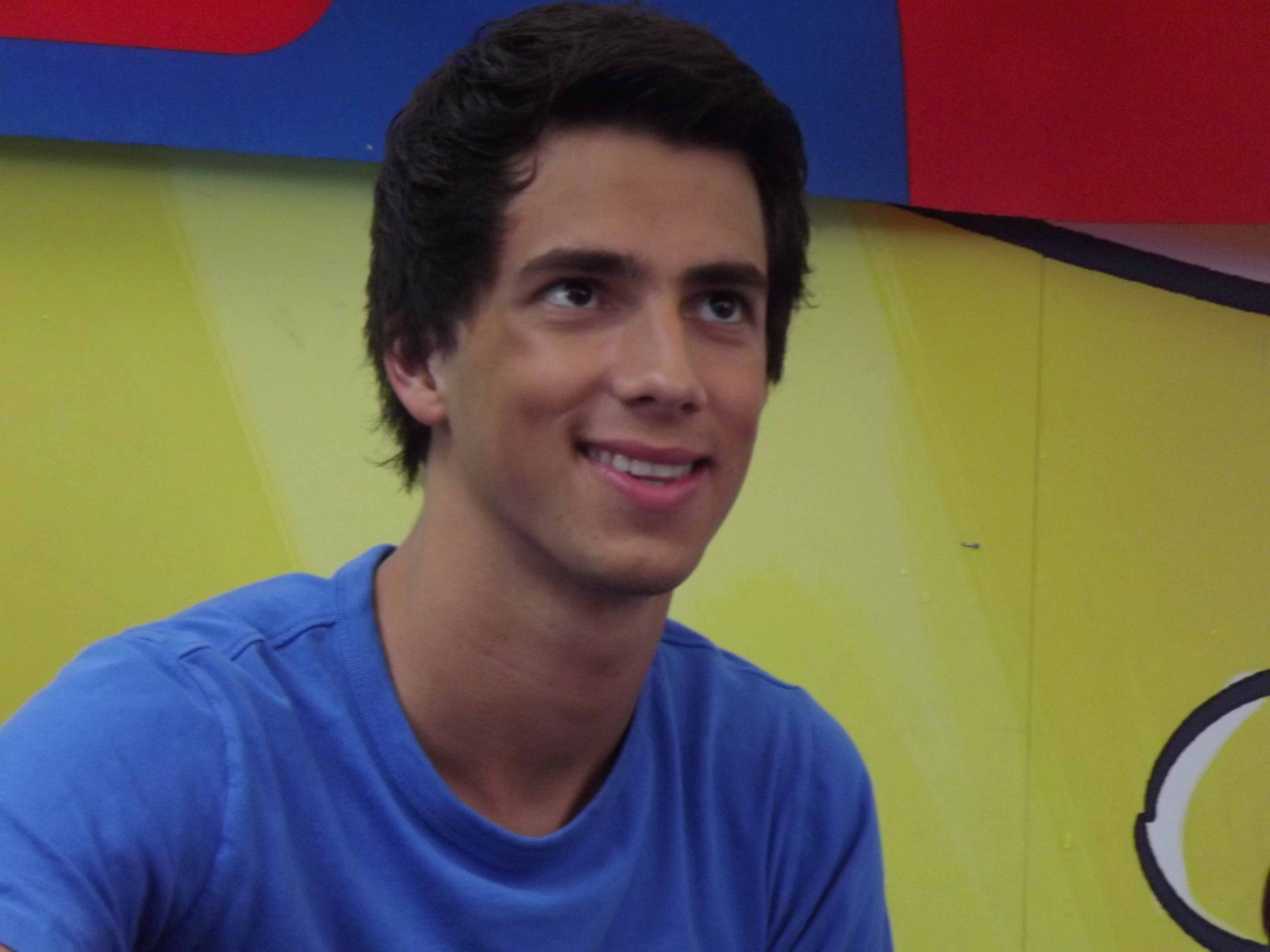
Regisseur Nicolas Caeyers (2012)

Das offizielle Musikvideo wurde am 13. Juni 2017 auf ihrem YouTube-Kanal veröffentlicht. Es ist Teil eines 12 Minuten und 20 Sekunden langen Kurzfilms, bestehend aus allen vier Liedern. Die Hauptrolle in dem Film wird von der belgischen Schauspielerin und Model Romi van Renterghem verkörpert. Regie führte der belgische Schauspieler, Regisseur und Filmproduzent Nicolas Caeyers. An seiner Seite stand der Designer Francesco Ragazzi, der sich zum Projekt äußerte:

„Als ein Medium, ist Musik eines der wichtigsten Elemente meiner Arbeiten. Mit der Möglichkeit bei diesem Projekt mit ebendieser zu arbeiten, geht ein Traum für mich in Erfüllung.“

Das offizielle Musikvideo erreichte binnen drei Monaten über 51 Millionen Views. Zudem wurde es über eine halbe Million Mal positiv bewertet. Der Kurzfilm zur EP erreichte innerhalb eines Monats eine halbe Million Aufrufe. Während des Tomorrowland-2017-Live-Streams ist van Renterghem ebenfalls in der ersten Reihe zu sehen, gekleidet im selben Outfit, das sie im Musikvideo trägt.
Der Kurzfilm ist als „Visual-EP“ seit dem 18. Juli 2017 in mehreren Download-Portalen verfügbar.
Parallel mit Release erschien auch ein offizielles Musikvideo zu der Latin-Version von More Than You Know. Hier agierte auch wieder van Renterghem als Protagonistin. Das Video ist thematisch ähnlich aufgebaut wie das, des Originals. Jedoch sind hier auch Yatra und Cali & El Dandee zu sehen. Auf YouTube wurde es noch nicht veröffentlicht.

### Thematik und „The Movie“
Das Musikvideo bildet den Anfang der Tetralogie. Format, Bild und Kameraführung des Musikvideos orientiert sich am 1990er-Stil und orientiert sich dem „More Than You Know (The Movie)“ zufolge am Found-Footage-Genre. Die von van Renterghem gespielte Protagonistin wird hierbei von einem Freund oder einer Freundin über mehrere Tage mit einer Videokamera begleitet. Es beginnt mit einem kurzen Flashback, das mit einer Szene in ihrem Apartment endet. Die erste Aufnahme zeigt die Badezimmertür, auf der das Cover der Single als Poster befestigt ist. Sie wird dabei in der Dusche von der Kamera überrascht. Sie macht sich daraufhin fertig für einen nächtlichen Ausflug, dessen Ziel ein Konzert von Axwell Λ Ingrosso ist. Bereits durch ihre Verweise auf mehrere weitere Plakate wird dies signalisiert. Nach dem Konzertbesuch schließt sie sich einer kleinen Gruppe an, mit der sie durch die Straßen zieht, Alkohol konsumiert, Zigaretten raucht und schlussendlich auch zu weiteren Drogen greift. Das ganze führt zu einem Rave, der sie dazu verleitet, sich auf unter anderem körperliche und sexuelle Handlungen einzulassen. Des Weiteren verliert sie die Kontrolle über sich. In einer Szene ist auch die Wanne, in der Axwell und Sebastian Ingrosso auf dem Cover liegen, zu erkennen. Letzten Endes findet sie den Weg hinaus, als bereits die Sonne aufgeht und der Akku der Videokamera seinen Geist aufgibt.
Es gibt grundlegende Unterschiede zu dem entsprechenden Teil aus dem Kurzfilm. So wurde der gesamte Part, in dem sie sich beim Konzert befindet, nur dem Musikvideo beigefügt. Im Kurzfilm ist die Geschichte um den Rave detailgetreuer geschildert. So werden das Vorglühen, die Tour durch den Stadtbezirk, aber auch die Auswirkungen des Drogenkonsums deutlicher gezeigt. Auch wird deutlich, dass das Ende des Musikvideos nicht das eigentliche Ende des Kurzfilmes ist, das viel mehr verdeutlicht, dass sie die Nacht bereut und ihr zu Kopf steigt. Ebenfalls zeigen mehrere kurze Sequenzen, dass das Material beschädigt und nicht vollständig vorliegen würde.

## Rezensionen
Das Lied erhielt überwiegend positives Feedback. Er wurde zum einen für die positive Stimmung und Atmosphäre gelobt und soll wohl gleichzeitig eine bisher von Axwell Λ Ingrosso noch nicht verwendete Stilrichtung verkörpern. In dem Sinne wurde ebenfalls positiv angemerkt, dass ihr eigentlicher Wiedererkennungswert nicht verloren geht.

„‚More Than You Know‘ ist für Axwell Λ Ingrosso ein weiterer Schritt in eine neue Richtung. Man merkt direkt beim Hören, dass Axwell Λ Ingrosso hinter diesem Track gesessen haben. Von den Vocals bis hin zu dem für das Future-House-Genre recht eigenen Sound ist alles mit dem typischen Sound des schwedischen Duos durchzogen. Ein sehr guter Song, der gleichzeitig ein perfektes Beispiel für den neuen Sound von Axwell Λ Ingrosso ist.“

Zudem wurden dem Track hohe Chancen zugerechnet sich im Laufe des Sommers zu einem Sommerhit zu entwickeln. Als Gründe wurden die poppige Atmosphäre, Radiotauglichkeit sowie auch Tanzbarkeit genannt.

„More Than You Know beginnt mit dem Titel-Track, dem wir sicherlich in den kommenden Festival-Sets begegnen werden. Im Laufe des Sommers wird er sich durch die Einbindung eines Poppublikums und die gleichzeitig agierenden EDM-Charakterzügen, wahrscheinlich zu einer starken Sommer-Hymne entwickeln. Jeder Part des Songs ist in irgendeiner Weise packend. Ob es die Gitarren im Intro oder die Melodie des Refrains ist, die Mischung verleit dir einen wochenlangen Ohrwurm.“

## Kommerzieller Erfolg

### Chartplatzierungen
Im Laufe des Sommers stieg der Song in die Singlecharts nahezu aller mitteleuropäischen Länder ein. Zwar wurde in Schweden bereits in der zweiten Woche Platz zwei der Charts erreicht, hingegen konnte der Song erst zwei Wochen nach Veröffentlichung in Deutschland auf Platz 72 einsteigen. Am 4. August erreichte er schließlich Platz zwei. Nach drei Wochen stieß das Lied den Sommerhit Despacito von Luis Fonsi und Daddy Yankee von der Chartspitze. In Österreich erreichte es bereits eine Woche zuvor Platz eins. Auch in Belgien, Finnland, Norwegen und Italien konnte sich die Single in den Top 10 platzieren. Des Weiteren erreichte More Than You Know die Spitzenposition in den deutschen Airplaycharts sowie ebenfalls die Chartspitze in den deutschen Dancecharts. In den Dancecharts belegte die Single 17 Wochen am Stück die Spitzenposition, solange wie keine Single zuvor. Damit lösten die beiden DJs Sugar (Robin Schulz feat. Francesco Yates) ab, welches seinerzeit 16 Wochen an Position eins verweilte. More Than You verlor den Rekord im Folgejahr an In My Mind (Dynoro & Gigi D’Agostino), welches sich 26 Wochen an der Chartspitze dieser Chartliste halten konnte.
| ChartsChartplatzierungen     | Höchstplatzierung | Wochen |
| ---------------------------- | ----------------- | ------ |
| Deutschland (GfK)            | 1 (50 Wo.)        | 50     |
| Österreich (Ö3)              | 1 (47 Wo.)        | 47     |
| Schweden (GLF)               | 2 (63 Wo.)        | 63     |
| Schweiz (IFPI)               | 2 (51 Wo.)        | 51     |
| Vereinigtes Königreich (OCC) | 30 (13 Wo.)       | 13     |

| ChartsJahrescharts (2017) | Platzierung |
| ------------------------- | ----------- |
| Deutschland (GfK)         | 6           |
| Österreich (Ö3)           | 5           |
| Schweden (GLF)            | 6           |
| Schweiz (IFPI)            | 24          |

| ChartsJahrescharts (2018) | Platzierung |
| ------------------------- | ----------- |
| Deutschland (GfK)         | 82          |
| Schweden (GLF)            | 64          |
| Schweiz (IFPI)            | 78          |

| ChartsJahrescharts (2010–2019) | Platzierung |
| ------------------------------ | ----------- |
| Österreich (Ö3)                | 31          |

### Auszeichnungen für Musikverkäufe
Nach nur wenigen Wochen erreichte More Than You Know in einigen Ländern Schallplattenstatus. In Deutschland wurde es im März 2022 mit Dreifach-Platin für über 1,2 Millionen verkaufte Einheiten ausgezeichnet. Damit zählt More Than You Know zu den meistverkauften Singles in Deutschland. Es folgten Auszeichnungen in weiteren Ländern. Weltweit verkaufte sich das Lied bisher über vier Millionen Mal.
| Land/Region                  | Auszeichnungen für Musikverkäufe (Land/Region, Auszeichnung, Verkäufe) | Verkäufe  |
| ---------------------------- | ---------------------------------------------------------------------- | --------- |
| Australien (ARIA)            | Gold                                                                   | 35.000    |
| Belgien (BRMA)               | 2× Platin                                                              | 60.000    |
| Brasilien (PMB)              | Diamant                                                                | 160.000   |
| Dänemark (IFPI)              | 2× Platin                                                              | 180.000   |
| Deutschland (BVMI)           | 3× Platin                                                              | 1.200.000 |
| Frankreich (SNEP)            | Platin                                                                 | 133.333   |
| Italien (FIMI)               | 4× Platin                                                              | 200.000   |
| Kanada (MC)                  | Platin                                                                 | 80.000    |
| Neuseeland (RMNZ)            | 3× Platin                                                              | 90.000    |
| Norwegen (IFPI)              | 3× Platin                                                              | 120.000   |
| Österreich (IFPI)            | Platin                                                                 | 30.000    |
| Polen (ZPAV)                 | Diamant                                                                | 250.000   |
| Portugal (AFP)               | 2× Platin                                                              | 20.000    |
| Schweden (IFPI)              | 10× Platin                                                             | 400.000   |
| Spanien (Promusicae)         | 2× Platin                                                              | 120.000   |
| Vereinigte Staaten (RIAA)    | Gold                                                                   | 500.000   |
| Vereinigtes Königreich (BPI) | Platin                                                                 | 600.000   |
| Insgesamt                    | 2× Gold · 35× Platin · 2× Diamant ·                                    | 4.208.333 |

## Veröffentlichung

### Digitale Single
Als digitale Single erschien der Track am 27. Mai 2017. Hierbei handelt es sich um den Radio Edit in Form eines Einzeltracks. Die Veröffentlichung fand jedoch nur in ausgewählten Ländern statt. Im Rest der Welt ist der Track nur als Teil der, drei Tage zuvor erschienenen, gleichnamigen EP verfügbar.
| #  | Version            | Länge |
| -- | ------------------ | ----- |
| 1. | More Than You Know | 3:23  |

### CD-Single
In Deutschland erschien die CD-Maxi-Single am 11. August 2017. Neben dem Radio Edit von More Than You Know ist hier das Lied Renegade als B-Seite zu finden.
| #  | Version            | Länge |
| -- | ------------------ | ----- |
| 1. | More Than You Know | 3:23  |
| 1. | Renegade           | 3:12  |

### Remix-EP
Die Remix-EP erschien am 25. August 2017. Die Titel wurden von Marcus Shossow, Wiwek, Albin Myers, Candyland und AtellaGali bei. Stilistisch orientiert sich der erste Track der Liste am Tech-House. Zweiterer Remix basiert auf einem Jungle-Terror-Stil. Candyland gestalteten den Song im Trap und AtellaGali im Deep-House neu. Trotz der Rolle als im Internet erfolgreichster Remix, war die Interpretation des DJ-Duos Firebeatz nicht auf der EP enthalten.
| #  | Remix                                     | Länge |
| -- | ----------------------------------------- | ----- |
| 1. | More Than You Know (Marcus Shossow Remix) | 6:46  |
| 2. | More Than You Know (Wiwek Remix)          | 3:38  |
| 3. | More Than You Know (Albin Myers Remix)    | 4:27  |
| 4. | More Than You Know (Candyland Remix)      | 2:40  |
| 5. | More Than You Know (AtellaGali Remix)     | 3:43  |